# Janek Ledecký

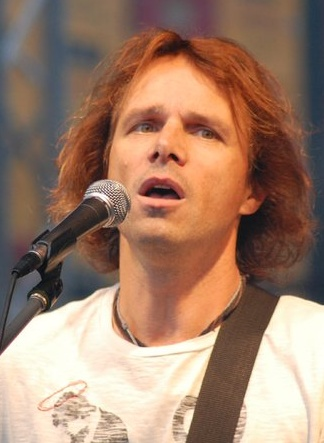
Janek Ledecký (2008)

Jan „Janek“ Ledecký (* 27. Juli 1962 in Prag) ist ein tschechischer Popmusiker, Sänger, Gitarrist und Komponist.
Nach dem Abschluss des Gymnasiums studierte Ledecký Recht an der Karls-Universität in Prag. 1982 stieß er als Sänger und Gitarrist zur Popband Žentour, die ein Jahr zuvor gegründet worden war. Seit 1992 ist er ein erfolgreicher Solokünstler mit über einem Dutzend veröffentlichten Alben. Ebenso ist er Komponist mehrerer Musicals, darunter eine Rockoper-Adaption von William Shakespeares Tragödie Hamlet.
Ledecký ist der Vater der Snowboarderin und Skirennläuferin Ester Ledecká sowie von Jonáš Ledecký, einem bekannten Künstler, Comic-Designer und Musiker. Ebenso ist er der Schwiegersohn des Eishockeyspielers Jan Klapáč.

## Diskografie
mit Žentour
- Žentour 001 (1987)
- Žentour 002 (1987, englisch)
- Žentour 003 (1990)
- Žentour 004 (1990, englisch)
- Žentour 005 (1991)
- Žentour 006 (1991, englisch)
- Žentour 007 (2014)

als Solokünstler
- Na ptáky jsme krátký (1992)
- Právě teď (1993)
- Jenom tak (1994)
- Některý věci jsou jenom jednou (1995)
- Sliby se maj plnit o Vánocích (1996)
- Mít kliku (1997)
- Na křídlech Pegasů (1997)
- Na chvíli měj rád (2001)
- Ikaros (2005)
- DVD Retro life (2006)
- 12 Vánočních nej (2007)
- Všichni dobří andělé (2014)
- Na konci duhy (2015)

Musicals
- Galileo (Musik, Libretto)
- Hamlet (Musik, Libretto)
- Hamlet – The Rock Opera 2012 (überarbeitete Version)
- Vánoční zázrak aneb Sliby se maj plnit o Vánocích (Musik, Libretto)